# マナガツオ
マナガツオ（真魚鰹、真名鰹、鯧、学名:Pampus punctatissimus）は、マナガツオ科の海水魚の一種である。

## 分布
東シナ海南部から南シナ海、インド洋、黄海、ペルシャ湾までの水深200m位の大陸棚上の砂泥底に生息する。日本付近では本州中部以南、有明海、瀬戸内海に分布。

## 特徴
体色は黒っぽい銀色で金属光沢があり、最大で60cm 程度に成長する。側扁形の平べったい外見で、腹びれが無く鰓孔は小さく、鱗は剥がれ易い。クラゲ類、アミ類、端脚類、橈脚類、多毛類、尾索動物（サルパ）などを餌としている。
詳しい回遊経路は未解明であるが、冬から春にかけて台湾北方沖合から中国沿岸寄りを北上東シナ海北部海域に至る群があり、5月から6月には浙江省の舟山群島沿岸の浅海で産卵する。日本近海には、瀬戸内海で6月下旬から9月上旬に産卵を行う個体群がある。八代海で捕獲された 3kg の成魚は115万粒を抱卵していたと報告されている。

## 近縁種
- Pampus argenteus (Euphrasen, 1788)
- シナマナガツオ[3] Pampus chinensis (Euphrasen, 1788)
- ヒレナガマナガツオ[3] Pampus cinereus (Bloch, 1795)
- コウライマナガツオ[3] Pampus echinogaster (Basilewsky, 1855)
- Pampus minor Liu & Li, 1998

## 利用
食用にされ、旬は夏と冬。「西海に鮭なく、東海に真魚鰹（まながつお）なし」との慣用句が有るほど西日本では多く漁獲されている。
ギンダイ（富山）、まながた（長崎）、まな（長崎、福岡、下関）、まは（下関）、ふーいちゃー（沖縄）、チョウチョウ（紀州）等の地方名をもつ。

### 漁獲
主に東シナ海西部で底引き網漁などで漁獲する。瀬戸内海では、夏に産卵のために回遊してくる個体を袋待網、刺網（流し刺網）で漁獲する。新潟県の日本海でも対馬海流に乗って回遊してくる個体が捕獲されることがある。

### 食文化
照り焼き、あんかけ、塩焼き、西京焼き、煮付け、刺身などに調理されるが、鮮度劣化が早く刺身で食べることができる機会は少ないとされている。